# فيالقية
الفيالقية (الاسم العلمي: Legionellaceae) هي فصيلة من البكتيريا تتبع رتبة الفيلقيات من طائفة متقلبات غاما.

## أجناس
- الفيلقية (الاسم العلمي:Legionella)
- (الاسم العلمي:فيلقية)
- (الاسم العلمي:فيلقية)
- (الاسم العلمي:Sarcobium)